# NGC 5624
NGC 5624 је спирална галаксија у сазвежђу Волар која се налази на NGC листи објеката дубоког неба.
Деклинација објекта је + 51° 35' 5" а ректасцензија 14h 26m 35,4s. Привидна величина (магнитуда) објекта NGC 5624 износи 13,2 а фотографска магнитуда 14,1. NGC 5624 је још познат и под ознакама UGC 9256, MCG 9-24-6, CGCG 273-6, IRAS 14248+5148, PGC 51568.